# Sigmathyris claustraria
Sigmathyris claustraria är en fjärilsart som beskrevs av Felder 1875. Sigmathyris claustraria ingår i släktet Sigmathyris och familjen mätare. Inga underarter finns listade i Catalogue of Life.